# Арбос, Хуан
Хуан Арбос Пернарау (исп. Juan Arbós Serra, кат. Joan Arbós i Perarnau, 12 ноября 1952, Тарраса, Испания) — испанский хоккеист (хоккей на траве), полевой игрок. Серебряный призёр летних Олимпийских игр 1980 года.

## Биография
Хуан Арбос родился 12 ноября 1952 года в испанском городе Тарраса.
С 1971 года играл в хоккей на траве за «Эгару» из Таррасы в течение всей карьеры. Два раза выигрывал Кубок Короля (1972—1973), пять раз — чемпионат Испании (1972—1975, 1979). По другим данным, также играл за «Атлетик» из Таррасы.
В 1972 году вошёл в состав сборной Испании по хоккею на траве на летних Олимпийских играх в Мюнхене, занявшей 7-е место. Играл в поле, провёл 5 матчей, мячей не забивал.
В 1974 году в составе сборной Испании завоевал золотую медаль чемпионата Европы в Мадриде.
В 1976 году вошёл в состав сборной Испании по хоккею на траве на летних Олимпийских играх в Монреале, занявшей 6-е место. Играл в поле, провёл 7 матчей, мячей не забивал.
В 1980 году вошёл в состав сборной Испании по хоккею на траве на летних Олимпийских играх в Москве и завоевал серебряную медаль. Играл в поле, провёл 6 матчей, мячей не забивал.
В 1984 году вошёл в состав сборной Испании по хоккею на траве на летних Олимпийских играх в Москве, занявшей 8-е место. Играл в поле, провёл 5 матчей, мячей не забивал.